# Volker Graul
Volker Graul (* 18. Juni 1952 in Gütersloh; † 22. Mai 2022 in Bad Rothenfelde) war ein deutscher Fußballspieler. Er begann seine Laufbahn als Berufsfußballer 1970 beim zweitklassigen VfL Osnabrück, mit dem er Meister und Vizemeister der Regionalliga Nord wurde. 1973 spielte er zwei Halbsaisonen bei FC Den Bosch in den ersten beiden niederländischen Ligen. Als Spieler von Arminia Bielefeld wurde er 1974/75 mit 30 Toren Torschützenkönig in der 2. Bundesliga Nord. Für die Arminia absolvierte er zwischen 1978 und 1981 auch 45 Bundesligaspiele, in denen er sechs Tore erzielte. Gegen Ende der 1970er Jahre spielte er auch bei Preußen Münster und dem SC Fortuna Köln in der Zweiten Bundesliga. In der zweiten Hälfte der 1990er Jahre hatte er Erfolge als Manager und Trainer des FC Gütersloh.

## Sportliche Laufbahn

### Jugend und Regionalliga, bis 1974
Aufgewachsen in Gütersloh und fußballerisch entwickelt in der Jugendabteilung des SVA Gütersloh, zog der talentierte Angreifer bereits in der A-Jugend das Interesse des DFB auf sich. Am 18. Oktober 1969 debütierte der Stürmer beim Länderspiel der Jugendnationalmannschaft in Geleen gegen die Niederlande an der Seite der Mitspieler Uli Hoeneß und Rainer Bonhof in der deutschen Jugendauswahl. Er kam im Februar 1970 in Las Palmas im Atlantikpokal, im März und April in den Qualifikationsspielen für das UEFA-Turnier und im Mai im UEFA-Turnier in Schottland in der DFB-Mannschaft zum Einsatz. Er absolvierte insgesamt sieben Jugendländerspiele und erzielte zwei Tore.
Zum ersten Seniorenjahr 1970/71 unterschrieb Graul einen Vertrag beim VfL Osnabrück in der Regionalliga Nord. Die Mannschaft von der Bremer Brücke im Herzen des Stadtteils Schinkel gelegen, hatte in den Jahren 1969 und 1970 die Meisterschaften im Norden errungen. Graul gehörte unter „Feldwebel“ Fritz Langner 1970/71 der erneuten Meistermannschaft an und 1971/72 errang er mit Trainer Erwin Türk die Vizemeisterschaft. In den beiden Aufstiegsrunden 1971 und 1972 zur Bundesliga konnte sich der VfL aber nicht durchsetzen. In der Vorrunde 1972/73 absolvierte der junge Stürmer noch zehn Spiele mit vier Toren für Osnabrück und wechselte dann im Dezember 1972 in die niederländische Ehrendivision zum FC Den Bosch. Insgesamt hat er in der Regionalliga Nord 49 Spiele absolviert und 22 Tore erzielt.
Der FC Den Bosch, der bei Grauls Ankunft auf dem vorletzten Platz der Eredivisie lag, konnte sich bis zum Saisonende nicht verbessern und stieg ab. In 17 Erstligaeinsätzen kam Graul auf vier Tore. In der zweiten Liga erzielte Graul bis zu seinem Abschied Anfang Dezember 1973 in 13 Partien sechs Tore, davon vier Elfmeter. Zuletzt hatte er in der Mannschaft, die auch in der zweiten Liga gegen den Abstieg kämpfte, keinen Stammplatz mehr.
Als Arminia Bielefeld in der letzten Regionalligarunde der alten Zweitklassigkeit, 1973/74, nach der Vorrunde mit 8:28 Punkten akut um den Klassenerhalt bangen musste, kehrte Volker Graul in seine ostwestfälische Heimat zurück und spielte ab der Rückrunde für die Mannschaft von der „Alm“. In 16 Spielen erzielte er elf Tore und hatte damit wesentlichen Anteil an dem 14. Tabellenplatz der Arminia und der damit verbundenen Nominierung für die ab der Saison 1974/75 neu eingeführte 2. Bundesliga. Die Arminen hatten neben dem Neuzugang Graul drei Trainer im Einsatz: Norbert Lessle, Willy Nolting und als „Retter“ Rudi Faßnacht, der auch noch Libero Jonny Hey mitgebracht hatte.

### 2. Bundesliga und 1. Bundesliga, 1974 bis 1981
Bielefeld steigerte sich im Debütjahr der 2. Bundesliga, 1974/75, gegenüber der letzten Regionalligarunde deutlich und belegte mit Trainer Erhard Ahmann in der Nord-Staffel mit 50:26 Punkten hinter Meister Hannover 96, dem Vize Bayer 05 Uerdingen und dem punktgleichen FC St. Pauli den vierten Rang. Volker Graul, wurde mit 30 Treffern Zweitligatorschützenkönig vor dem Osnabrücker Gerd-Volker Schock der später einmal recht erfolgreich für die Arminia spielen sollte. Die Arminia profitierten dabei von dem Neuzugang Ewald Lienen, der vom Flügel die gegnerischen Abwehrreihen überrannte und nach seinen Dribblings auch mit guten Vorlagen auf den Mittelstürmer glänzte. Graul geriet auch wieder in das Visier des DFB. Er kam am 8. Oktober 1975 beim Länderspiel der B-Nationalmannschaft in Duisburg gegen Rumänien zum Einsatz. Beim 2:0-Sieg war der Angriff mit Reiner Geye, Karl-Heinz Handschuh, Graul, Bernd Gersdorff und Josef Pirrung besetzt. Da Bielefeld mit überhöhten Ablöseforderungen dem wechselwilligen Stürmer einen Transfer zum FC Bayern München (in der Runde 1974/75 nur Zehnter) und dem Hamburger SV (Vierter 1974/75) verhinderten, kam der demotivierte Angreifer in der Saison 1975/76 bei 24 Einsätzen nur noch zu elf Toren und unterschrieb zur neuen Runde 1976/77 bei Preußen Münster. Von 1974 bis 1976 hatte für Bielefeld in der 2. Liga 61 Spiele absolviert und dabei 40 Tore erzielt.
Münster kam mit den Trainern Rudi Faßnacht und Werner Biskup (ab April 1977) in der Serie 1976/77 punktgleich mit mehreren anderen Mannschaften auf den sechsten Rang. Graul hatte in 32 Spielen 13 Tore erzielt und nahm zur Saison 1977/78 ein Angebot von Jean Löring, dem Präsidenten des SC Fortuna Köln, an. In der Domstadt steigerte er seine Trefferquote zwar auf 18 Tore, aber Fortuna erreichte unter den Trainern Ernst-Günter Habig und ab Januar 1978 Rudi Faßnacht nur den vierten Rang, was die lange ersehnte Rückkehr in die Bundesliga verhinderte. Er blieb nur noch am Anfang der Vorrunde 1978/79 in der Kölner Südstadt – er absolvierte für Fortuna insgesamt 47 Zweitligaspiele mit 22 Toren – und kehrte noch im Oktober 1978 zum Bundesligaaufsteiger Bielefeld zurück. Zu seinem Einstand am 14. Oktober beim 1:1-Heimremis gegen den VfB Stuttgart steuerte er den punktbringenden Treffer bei.
Zwei Punkte hinter Schalke 04 belegte Bielefeld mit den Trainern Milovan Beljin und Otto Rehhagel (ab 10. Oktober 1978) den 16. Platz und stieg in die 2. Liga ab. Graul hatte 26 Spiele absolviert und sechs Treffer erzielt.
Als Bielefeld 1979/80 souverän mit zwölf Punkten Vorsprung mit den Trainern Otto Rehhagel und Hans-Dieter Tippenhauer (ab Oktober 1979) vor Rot-Weiss Essen die Meisterschaft in der 2. Bundesliga gewann und damit die sofortige Bundesligarückkehr erreichte, gehörte Graul aber nicht mehr zu den Top-Torschützen der Arminia. Christian Sackewitz, Norbert Eilenfeldt und Gerd-Volker Schock hatten ihm mannschaftsintern den Rang abgelaufen. In 16 Einsätzen trug er mit zwei Treffern zur Meisterschaft und dem Aufstieg bei. Seine Profi-Karriere beendete er bei Arminia Bielefeld nach der Saison 1980/81, als die Arminen mit dem 15. Rang knapp den Klassenerhalt in der Bundesliga schafften und Graul weitere 19 Spiele in der Erstklassigkeit – aber ohne einen Treffer – absolviert hatte. Am Ende standen für ihn 45 Spiele (6 Tore) in der 1. sowie 156 Partien (78 Treffer) in der 2. Fußball-Bundesliga zu Buche.

## Amateurlager, Spielerberater und Immobilienmakler
Ab der Runde 1981/82 spielte er beim FC Gütersloh in der Amateur-Oberliga Westfalen. In der Saison 1983/84 war er zusammen mit Roland Peitsch in die Affäre „FC Gütersloh“ verwickelt und klagte sein versprochenes „Gehalt“ in einer Gesamthöhe von 180.000 DM erfolgreich vor einem Zivilgericht ein, worauf ihn der westfälische Fußball- und Leichtathletikverband wegen Verstoßes gegen die Amateurbestimmungen zu einer Geldstrafe von 15.000 Mark und einer dreijährigen Sperre verurteilte. Graul beendete aus Verärgerung seine aktive Laufbahn, kickte in den folgenden drei Jahren mehr oder weniger nur noch in der Borgholzhausener Alte Herren-Mannschaft von TuS Solbad Ravensberg und betrieb beruflich einen Handel mit Gebrauchtwagen. Später betätigte er sich als Spieleragent und wirkte nebenberuflich als Immobilienmakler.
Beim FC Gütersloh, der Graul als die „wohl schillerndste Persönlichkeit der Vereinsgeschichte“ bezeichnete, führte er den Verein in den 1990er Jahren als Manager durch die erfolgreichsten Jahre seiner Geschichte. Dabei saß er zwischen April und Mai 1995 sowie von April bis Juni 1996 auch auf der Trainerbank. In jenen beiden Saisonen stieg der Verein von der viertklassigen Oberliga Westfalen über die Regionalliga West/Südwest in die 2. Bundesliga auf. 1998 erreichte der Verein dort mit dem fünften Platz den Höhepunkt seiner Geschichte. Allerdings wurde der anschließende Niedergang der Gütersloher vor allem auch ihm zur Last gelegt. 1999 stieg der Verein aus der 2. Bundesliga ab, wobei Graul am 6. Spieltag gegen die Stuttgarter Kickers einmal auf der Bank saß. 2000 musste der hochverschuldete Verein aufgelöst werden.

### Korruptionsskandale
2006 spielte Graul zusammen mit Spielervermittler Fali Ramadani eine zentrale Rolle in den Untreue-Ermittlungen gegen den Ex-Manager von Bayer 04 Leverkusen, Reiner Calmund, in die auch die Osmanis verwickelt gewesen sein sollen, ein Albaner-Clan aus Hamburg. 2007 war Graul mit Ramadani erneut in einen Skandal um Spielertransfers mit der TuS Koblenz verwickelt.

## Tod
Volker Graul, der seit Jahren an Herzproblemen gelitten haben soll, verstarb am 22. Mai 2022, wenige Wochen vor seinem 70. Geburtstag, in einer Klinik in Bad Rothenfelde.

## Trivia
Volker Graul war der Sohn von Franz Graul, der zwischen 1947 und 1950 für Werder Bremen in der Oberliga Nord spielte.